# Christophe Lavainne
Christophe Lavainne (Châteaudun, 22 december 1963) is een voormalig Frans wielrenner die professional was tussen 1984 en 1992.
In 1988 en 1990 was Lavainne Frans kampioen veldrijden; in 1987 en 1989 werd hij derde op het wereldkampioenschap veldrijden. In 1987 won hij de 6e etappe in de Ronde van Frankrijk. Bovendien won hij tweemaal het eindklassement van de Ronde van Luxemburg alsmede diverse veldritten en kleinere koersen.

## Belangrijkste overwinningen
1984
- eindklassement Ronde van Luxemburg

1985
- proloog Ronde van Luxemburg

1986
- 2e etappe Ronde van Frankrijk (ploegentijdrit)

1987
- 4e etappe Ronde van de Sarthe
- 6e etappe Ronde van Frankrijk

1988
- 1e etappe Ronde van Ierland
- Frans kampioenschap veldrijden

1989
- 2e etappe Ronde van Frankrijk (ploegentijdrit)

1990
- Frans kampioenschap veldrijden
- Eindklassement Ronde van Luxemburg

1992
- 3e etappe Herald Sun Tour
- 5e etappe deel a Herald Sun Tour

## Resultaten in voornaamste wedstrijden
| Jaar | Ronde van Italië | Ronde van Frankrijk | Ronde van Spanje |
| ---- | ---------------- | ------------------- | ---------------- |
| 1984 |                  |                     |                  |
| 1985 |                  | buiten tijd         |                  |
| 1986 |                  | 88e                 | 67e              |
| 1987 |                  | 40e (1)             | 69e              |
| 1988 |                  | 67e                 |                  |
| 1989 |                  | 64e                 |                  |
| 1990 | 94e              | opgave              |                  |
| 1991 |                  | 92e                 |                  |
| 1992 |                  |                     |                  |

| Jaar | Gent-Wevelgem | Ronde van Vlaanderen | Parijs-Roubaix | Ronde van Lombardije | Brussels Cycling Classic | Parijs-Tours | Bretagne Classic |  | Wereldranglijsten |
| ---- | ------------- | -------------------- | -------------- | -------------------- | ------------------------ | ------------ | ---------------- |  | ----------------- |
| 1984 |               |                      |                | 42e                  |                          | 100e         |                  |  |                   |
| 1985 |               |                      |                |                      |                          | 15e          | 7e               |  |                   |
| 1986 |               |                      | 24e            |                      |                          |              |                  |  |                   |
| 1987 | 17e           | 12e                  |                |                      |                          |              |                  |  |                   |
| 1988 |               | 88e                  | 30e            | 26e                  | 4e                       | 25e          |                  |  | 28e (UWB)         |
| 1989 |               |                      |                |                      |                          |              |                  |  |                   |
| 1990 | 60e           |                      | 69e            |                      |                          | 32e          |                  |  |                   |
| 1991 | 19e           |                      |                |                      |                          | 159e         |                  |  |                   |
| 1992 | 84e           |                      |                |                      |                          |              |                  |  |                   |